# Bistum Kara
Das Bistum Kara (lateinisch Dioecesis Karaënsis) ist ein Bistum in Togo, Bischofssitz ist Kara.
Das Bistum umfasst 10.590 km² und 897.400 Einwohner, von denen ca. 19 % römisch-katholischen Glaubens sind. In den 39 Pfarreien des Erzbistums wirkten 2021 80 Diözesanpriester und 33 Ordenspriester. Das Bistum war am 1. Juli 1994 vom Bistum Sokodé abgeteilt worden.

## Bischöfe
- Ernest Patili Assi, 1. Juli 1994–16. Februar 1996
- Ignace Baguibassa Sambar-Talkena, 30. November 1996–7. Januar 2009
- Jacques Danka Longa, seit 7. Januar 2009